# Limodorum
Limodorum es un género con unas tres especies de orquídeas  de hábitos terrestres. Es originario del centro y sur de Europa.

## Descripción
Son plantas perennes, herbáceas, heterótrofas o hemiheterótrofas. Con rizoma corto, no estolonífero, horizontal, con raíces gruesas, fasciculadas. Tallos erectos, simples, cilíndricos, estriados, de violáceos a verdosos, glabros. Hojas largamente envainadoras, con el limbo escamiforme, dispuestas helicoidalmente, de violáceas a verdosas, sin manchas; a menudo las superiores no envainadoras, ± reducidas a escamas. Inflorescencia en racimo terminal, multifloro, laxo, con el eje recto, ± cilíndrico y con brácteas no envainadoras, membranáceas, semejantes a las escamas caulinares. Flores resupinadas, suberectas, pediceladas. Sépalos ± patentes, no conniventes en una gálea, subiguales, libres. Pétalos laterales algo más cortos que los sépalos; labelo indiviso o con un hipoquilo ± cóncavo, con lóbulos laterales erectos, próximos al ginostemo, y un epiquilo móvil, oval o cordiforme, sin callosidades laterales ni crestas longitudinales; espolón curvado o recto, descendente, nectarífero. Ginostemo largo; estigmas elípticos u ovado-espatulados, rostelo corto y en forma de cojinete, o rudimentario y laminar. Antera terminal, libre; polinias 2, sésiles, retináculo 1, sin bursículas; polen en mónadas. Fruto en cápsula erecta, oblonga. Semillas planas, reticuladas, con las mallas cortas.

## Taxonomía
El género fue descrito por Georg Rudolf Boehmer y publicado en Definitiones Generum Plantarum 358. 1760.
Etimología
Limodorum: nombre genérico que proviene del nombre griego haimodoron, dado por Teofrasto a una planta parásita de flores rojas, probablemente una de Orobanche.

## Especies
- Limodorum abortivum (L.) Sw., Nova Acta Regiae Soc. Sci. Upsal. 6: 80 (1799).
- Limodorum rubriflorum Bartolo & Pulv., Caesiana 12: 3 (1999).
- Limodorum trabutianum Batt., Bull. Soc. Bot. France 33: 297 (1886).